# Judaskuss (Saint-Laurent)

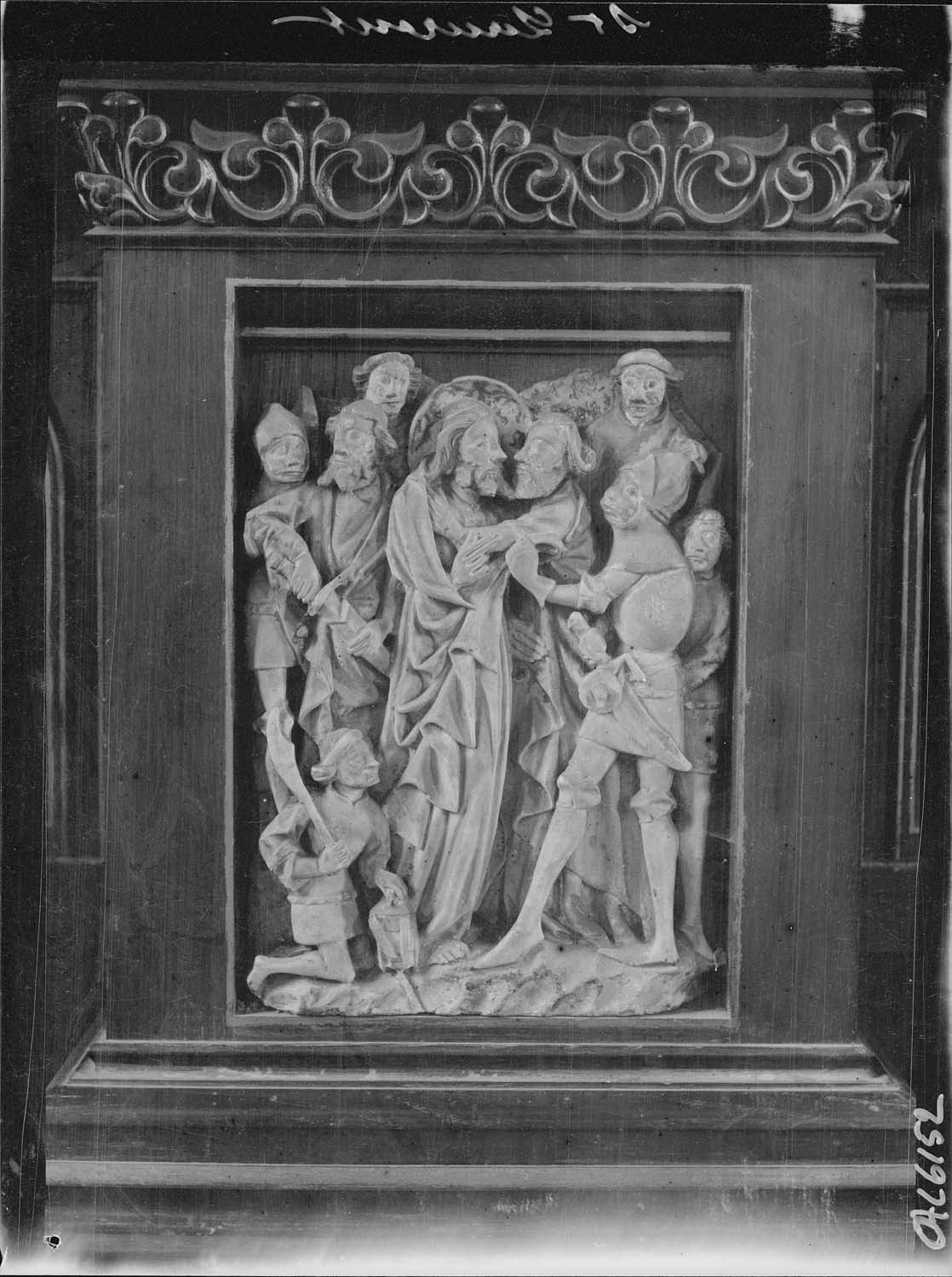
Relief Judaskuss in Saint-Laurent, Foto von Paul Vorin (1882–1944)

Das Relief Judaskuss im nördlichen Querschiff der Kirche St-Laurent in Saint-Laurent, einer französischen Gemeinde im Département Côtes-d’Armor in der Region Bretagne, wurde im 16. Jahrhundert geschaffen. 
Im Jahr 1922 wurde das Relief als Monument historique in die Liste der geschützten Objekte (Base Palissy) in Frankreich aufgenommen.
Das Relief aus Alabaster in einem rechteckigen Rahmen stammt aus einer Werkstatt in Nottingham. Es gehörte vermutlich zu einer Gruppe von Reliefs mit der Darstellung der Passion Jesu. Die anderen Reliefs sind nicht mehr vorhanden. 
Jesus wird umgeben von seinen Jüngern dargestellt, wobei Judas sich ihm zu einem Kuss nähert. Der Kuss war das verabredete Erkennungszeichen für die ausgesandten Soldaten, die Jesus verhaften sollten.